# Platylister desinens
Platylister desinens är en skalbaggsart som först beskrevs av Walker 1858.  Platylister desinens ingår i släktet Platylister och familjen stumpbaggar. Inga underarter finns listade i Catalogue of Life.